# Autobiografisch geheugen
Het autobiografische geheugen refereert aan de herinneringen die iemand heeft over zijn eigen leven. De persoonlijke gebeurtenissen kunnen specifieke en algemene gebeurtenissen zijn. Een specifieke persoonlijke gebeurtenis is bijvoorbeeld de eerste autorijles. Men kan zich herinneren hoe zenuwachtig men was of dat de eerste rijles op de achttiende verjaardag was. Het zich herinneren van de autorijlessen in het algemeen is een voorbeeld van een algemene gebeurtenis. Men kan zich herinneren dat men meestal een bepaalde persoon moest ophalen of dat de rijlessen meestal op dinsdag en donderdag waren. 
Hoewel het autobiografisch geheugen formeel wordt gezien als een deel van het episodisch geheugen, heeft het ook semantische elementen. De gebeurtenissen kunnen zowel levendige herinneringen (episodisch geheugen) als feiten (semantisch geheugen) zijn. Soms herinnert men zich de persoonlijke gebeurtenis, terwijl men soms alleen weet dat de gebeurtenis heeft plaatsgevonden. 
Als men kijkt naar de periode waaruit de persoonlijke herinneringen komen, ziet men drie fenomenen. Men herinnert zich weinig van de eerste vier jaar van zijn leven. Dit fenomeen heet infantiele amnesie ('infantile amnesia' of 'childhood amnesia'). Verder herinnert men zich wel veel van de adolescentie. Dit fenomeen heet reminiscentie-effect ('reminiscence bump'). Ten slotte heeft men veel herinneringen uit de laatste vijf jaar. Dit fenomeen heet het recentheidseffect (eng : 'recency effect'). Bij jongeren valt het reminiscentie-effect samen met het recentheidseffect.
Er zijn verschillende manieren om een steekproef te nemen van het autobiografische geheugen. Een veelgebruikte manier is om mensen te vragen wat de belangrijkste gebeurtenissen uit hun leven zijn. Een andere veelgebruikte manier is om mensen trefwoorden aan te bieden en hen te vragen de gebeurtenis te omschrijven die hen als eerste binnenschoot. Deze laatste methode heet de galton-crovitztechniek. 
Het voordeel van de galton-crovitztechniek is dat het minder sociaal-wenselijke antwoorden oplevert. Hierdoor ligt het reminiscentie-effect eerder bij herinneringen die verkregen zijn met de galton-crovitztechniek dan bij herinneringen die verkregen zijn door de belangrijkste gebeurtenissen te vragen.